# Kasepää kommun
Kasepää kommun (estniska: Kasepää vald) var en tidigare kommun i landskapet Jõgevamaa i östra Estland. Kommunen låg cirka 140 kilometer sydöst om huvudstaden Tallinn.
Den 25 oktober 2017 uppgick kommunen i den då nybildade Mustvee kommun.

## Geografi
Kasepää kommun var belägen vid västra stranden av sjön Peipus, direkt söder om staden Mustvee. Ån Kullavere jõgi (vars nedersta del även kallas Omedu jõgi) har sitt utflöde i sjön i den dåvarande kommunens södra del.
Terrängen i området är mycket platt.

### Karta

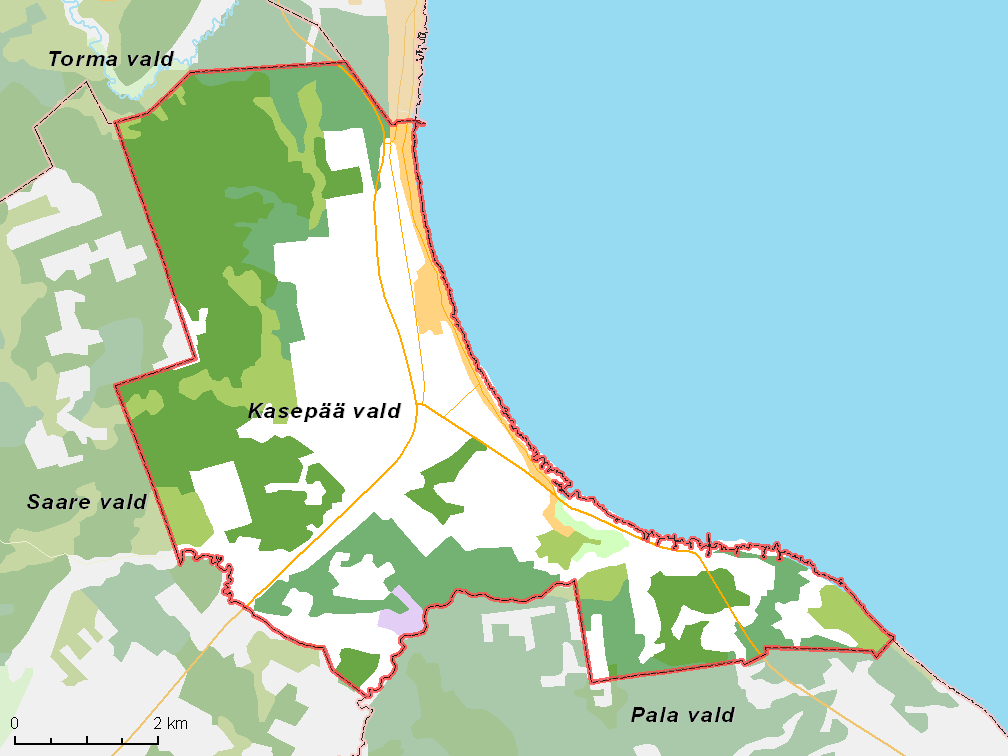
Översiktlig karta över den dåvarande kommunen.

### Klimat
Trakten ingår i den hemiboreala klimatzonen. Årsmedeltemperaturen i trakten är 5, °C. Den varmaste månaden är juli, då medeltemperaturen är 17,6 °C, och den kallaste är februari, med −5 °C.

## Orter
I Kasepää kommun fanns åtta byar.

### Byar
- Kaasiku
- Kasepää
- Kükita
- Metsaküla
- Nõmme
- Omedu
- Raja (centralort)
- Tiheda

## Galleri

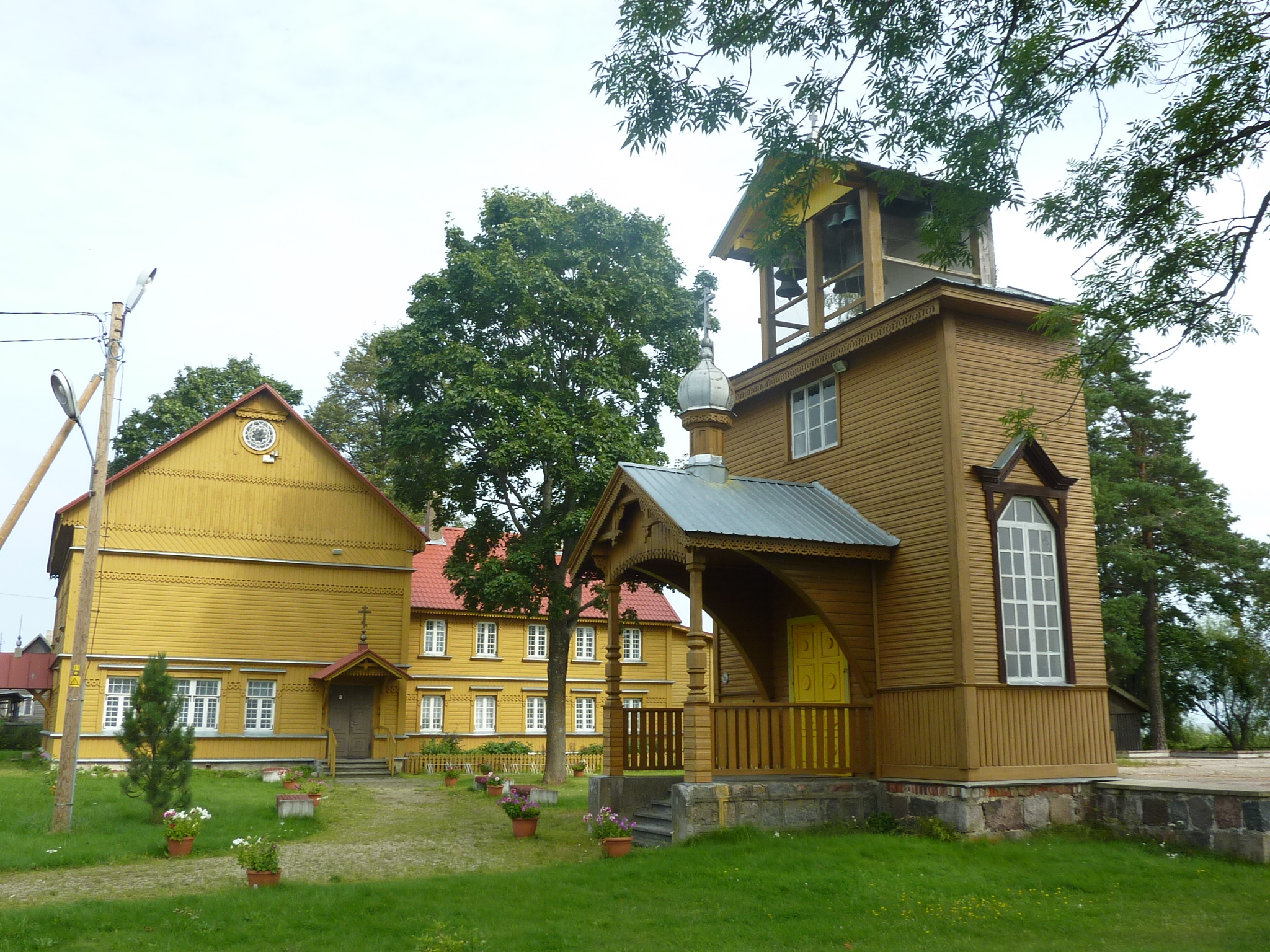
Raja gammaltroendes kyrka och kloster.
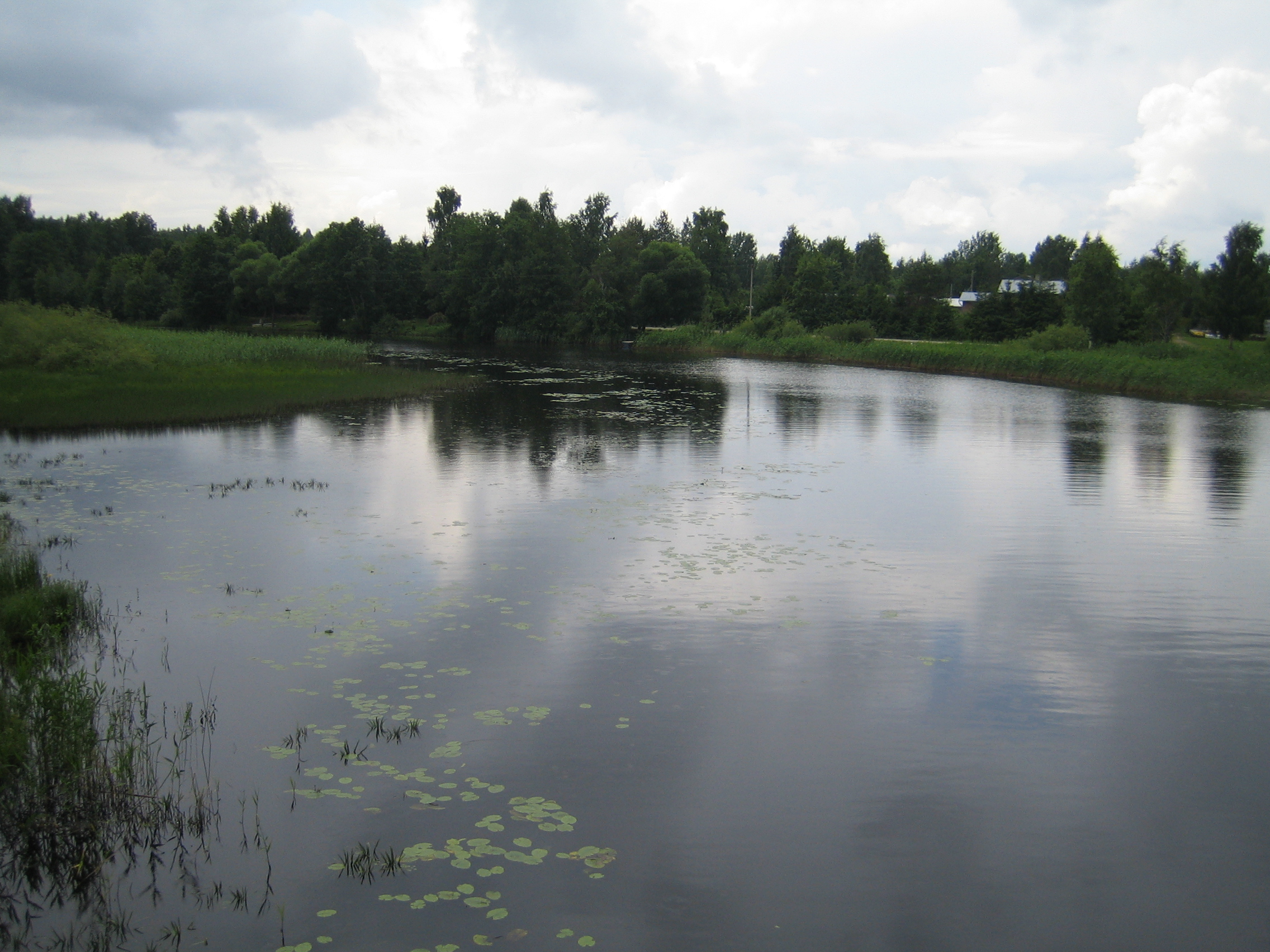
Kullavere jõgi (Omedu jõgi).
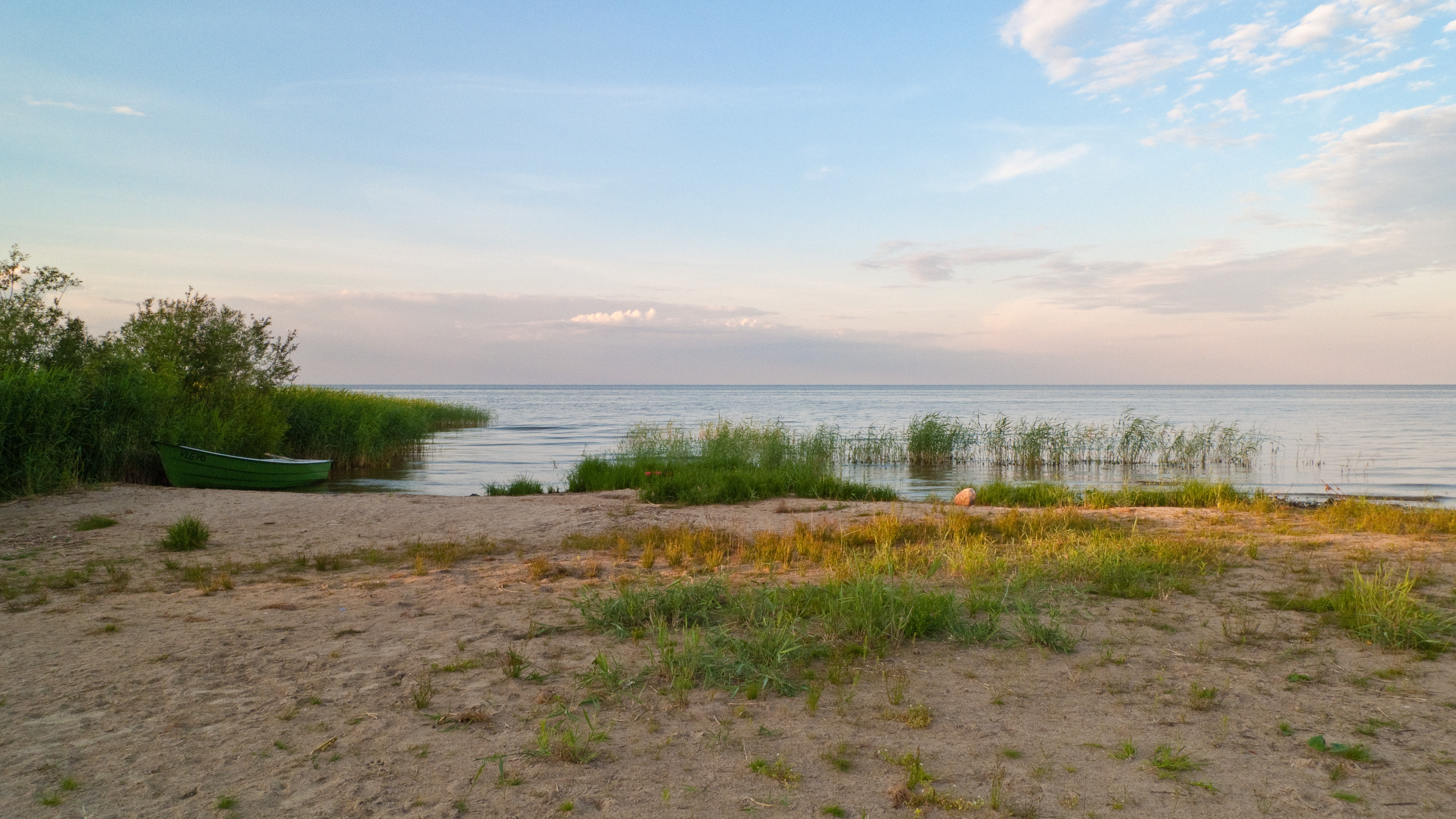
Sjön Peipus.
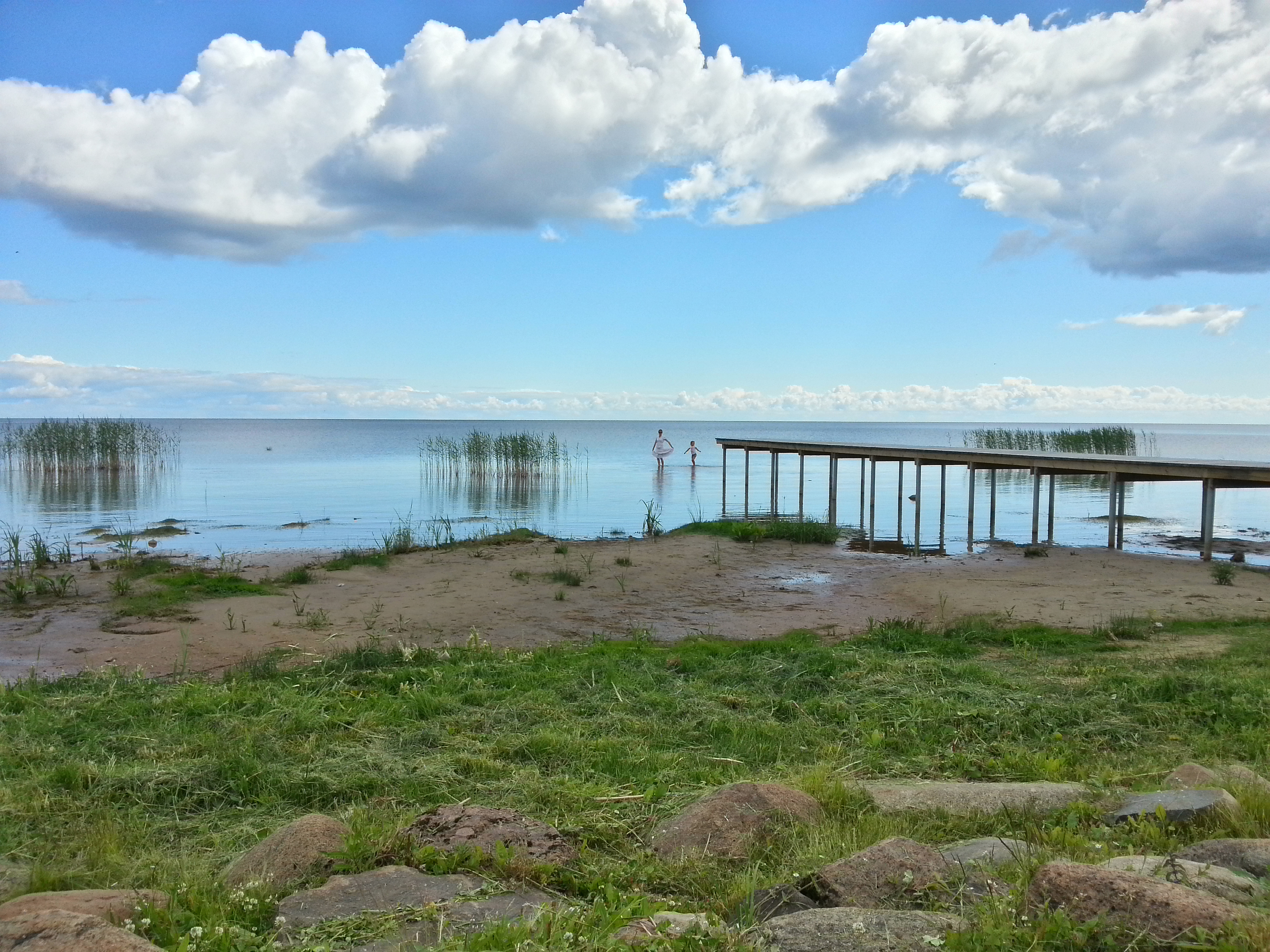
Stranden i Tiheda.